# Aoki Shuzo
Det här är en artikel om en person med japanskt personnamn; Aoki är familjenamnet.
Aoki Shūzō, född 3 mars 1844, död 16 februari 1914, var en japansk statsman och diplomat. 
Aoki bedrev sedan 1868 statsvetenskapliga studier vid tyska universitet och inträdde 1873 på den diplomatiska banan. 1874-85 var han japanskt sändebud i
Berlin, blev 1889 utrikesminister, men avgick 1891 på grund av mordförsöket mot den ryske tronföljaren Nikolaj. Året därpå återtog Aoki sändebudsposten i Berlin.
Han ledde därefter till 1897 de i London, Paris, Wien och Bryssel förda underhandlingarna om revision av Japans traktater med de europeiska makterna.
1898-1900 var han som utrikesminister medlem av Yamagata Aritomos kabinett. 1889 blev han viscount.